# Jeda
Jeda, właśc. Jedaias Capucho Neves (ur. 15 kwietnia 1979 w Santarém) – brazylijski piłkarz występujący na pozycji napastnika. Zawodnik Vimercatese.

## Kariera klubowa
Jeda zawodową karierę rozpoczynał w 2000 roku w brazylijskim klubie União São João Araras. Następnie przeprowadził się do Włoch, gdzie został zawodnikiem Vicenzy Calcio. W jej barwach 23 grudnia 2000 roku podczas przegranego 0:1 meczu z Regginą Calcio zadebiutował w rozgrywkach Serie A. Pierwszego gola strzelił natomiast 22 kwietnia 2001 roku, kiedy to Cagliari przegrało 1:2 z S.S. Lazio. Vicenza w pierwszej lidze zajęła szesnaste miejsce i spadła do Serie B, natomiast Jeda w styczniu 2002 roku został wypożyczony do Sieny. Po zakończeniu sezonu brazylijski napastnik powrócił do Vicenzy i wywalczył sobie miejsce w podstawowej jedenastce. 22 grudnia 2002 roku Jeda strzelił dwie bramki w wygranym 4:2 pojedynku z Cagliari Calcio. Łącznie w ligowych rozgrywkach Brazylijczyk w barwach Vicenzy zanotował 72 występy i zdobył 15 goli.
W trakcie sezonu 2003/2004 Jeda został wypożyczony do US Palermo i zajął z nim pierwsze miejsce w Serie B. Podczas rozgrywek 2004/2005 brazylijski zawodnik reprezentował barwy dwóch drużyn – Piacenzy Calcio oraz Catanii Calcio. W sezonie 2005/2006 grał w Crotone, które nabyło połowę praw do jego karty. Zdobył dla niego 15 bramek w 42 meczach, zajął siódme miejsce w klasyfikacji najlepszych strzelców, a Crotone w końcowej tabeli Serie B uplasowało się na dziewiątej pozycji.
Następnie Jeda odszedł do Rimini Calcio. W sezonie 2006/2007 wziął udział w 39 spotkaniach drugiej ligi i zdobył 13 goli, co dało mu ósme miejsce w klasyfikacji najlepszych strzelców. Podczas rundy jesiennej rozgrywek 2007/2008 Brazylijczyk zanotował 12 trafień w 19 występach i dzięki dobrej skuteczności w zimowym okienku transferowym podpisał kontrakt z pierwszoligowym Cagliari Calcio. W barwach nowego klubu po raz pierwszy wystąpił w przegranym 0:1 pojedynku Serie A z Udinese Calcio. Sezon 2008/2009 Jeda rozpoczął jako podstawowy gracz swojej drużyny i stworzył duet napastników razem z Robertem Acquafrescą. 2 listopada 2008 roku brazylijski piłkarz strzelił dwie bramki w wygranym 5:1 meczu z Bologną, a 25 stycznia 2009 roku zdobył dwa gole w zwycięskim 4:1 spotkaniu z Lazio rozegranym na Stadio Olimpico.
W 2010 roku Jeda przeszedł do US Lecce, a w 2011 roku został wypożyczony do Novary. Następnie wrócił do Lecce, którego zawodnikiem był do roku 2013. W kolejnych latach występował w zespołach Pergolettese, Acqui, Nuorese, Potenza, Casarano, Seregno oraz Vimercatese.